# 荒谷公之
荒谷 公之（あらや きみゆき、1947年2月1日 - 没年不明）は、神奈川県横浜市出身の俳優。

## 人物・来歴
- 日本大学理工学部中退[1]。
- 劇団四季研究生を経て、六月劇場に入団[1]。
- 20代の頃は「ハンサムな青年」の役を多数こなした。
- 複数の関係者の話によると「荒谷はかなり前に既に故人」とのこと。尚、没年月日や死因は不明。

## 出演

### テレビドラマ
- プレイガール 第15話「怪談・濡れた女に手を出すな」（1969年、12ch / 東映）
- 太陽の恋人（1971年、NET / 東映）
- 白鳥の歌なんか聞こえない（1972年、NHK）
- ただいま浪人（1972年、CX）
- 冬物語（1972年、NTV）
- 白い夏（1972年、TBS）
- 二人だけの朝（1973年、CX）
- 思い橋（1973年、TBS）
- 追跡 第16話「天使の罠」（1973年、KTV）
- 金色夜叉（1973年、NHK）
- 大久保彦左衛門 第6話（1973年、KTV）
- 高校教師（1974年、12ch / 東宝） - 友田先生
- 水もれ甲介 第8話「泣くなチャミー!」（1974年、NTV / ユニオン映画） - 宮本
- もう一つの春（1975年、TBS）
- 十手無用 九丁堀事件帖 第15話「おさよ無残」（1976年、NTV / 東映） - 直吉
- お耳役秘帳 第18話「人柱は血の川に沈んだ」（1976年、KTV / 歌舞伎座テレビ） - 安西孫四郎
- 女の十字路（1977年、CBC）
- 水戸黄門（TBS / C.A.L）
  - 第8部 第12話「掏ってしまった仇討免状 -松阪-」（1977年10月3日） - 藤代市之進
  - 第14部 第10話「初春格さん仇討ち相撲 -青森-」（1984年1月2日） - 与一郎
  - 第16部 第35話「赤べこが結ぶ夫婦の絆 -会津-」（1986年12月22日） - 正太郎
- 明日の刑事 第14話「娘を思う父の叫び!」（1978年、TBS / 大映テレビ）
- 桃太郎侍 第67話「すずめの初恋」（1978年、NTV / 東映） - 辰造
- 新五捕物帳 第50話「狼が来た」（1978年、日本テレビ） - 磯吉
- 必殺シリーズ（ABC / 松竹）
  - 江戸プロフェッショナル 必殺商売人
    - 第12話「裏口を憎む男にない明日」（1978年） - 久米玄一郎

  - 必殺仕事人
    - 第10話「木曾節に引かれた愛のその果ては?」（1979年） - 新左
    - 第41話「織技 重ね裏返し」（1980年） - 忠三郎

  - 新・必殺仕事人
    - 第12話「主水金一封あてにする」（1981年） - 衛吉
- 大江戸捜査網（12ch / 三船プロ）
  - 第223話「隠密同心一番長い日」（1975年） - 宗益（宗吉）
  - 第349話「過去を裁く挑戦状」（1978年） - 小室栄一郎
  - 第362話「遊女が秘めた謎の暗殺」（1978年） - 朝倉
  - 第449話「戦慄 爆薬を抱く男」（1980年） - 柳沢右近
- 特捜最前線（ANB / 東映）
  - 第76話「妻が凶器を振るうとき!」（1978年）
  - 第271話「雨の夜の殺人風景!」（1982年）
- 新幹線公安官 第2シリーズ 第5話「乗り入れた分岐点」（1978年、ANB / 東映） - 相良
- 吉宗評判記 暴れん坊将軍 第27話「柳生一族を斬る女」（1978年、ANB / 東映） - 上杉左近
- 薔薇海峡 （1978年、TBS）- 竹内
- ポーラテレビ小説「からっ風と涙」（1979年、TBS） - 藤井仲雄
- 鉄道公安官 第12話「もりおか4号・消えた花嫁」（1979年、ANB / 東映） - 安田
- 江戸の牙 第19話「恐怖の人間狩り」（1979年、ANB / 三船プロ） - 牧野辰之助
- 土曜ワイド劇場 江戸川乱歩の美女シリーズ 「エマニエルの美女」（1980年、ANB） - 庄司武彦
- 騎馬奉行 第24話「忠義者は使い捨て」（1980年、KTV / 東映）
- 文吾捕物帳 第14話「紅かんざしの絆」（1982年、ANB / 三船プロ）
- 右門捕物帖 第5話「謀殺・からくり御用帖」（1982年、NTV / ユニオン映画） - 島崎源十郎
- 春の傑作推理劇場「松本清張の薄化粧の男」（1982年、ANB / 松竹）
- 同心暁蘭之介 第45話「同心哀話」（1982年）
- 大岡越前 第7部 第26話「鬼より恐い古証文」（1983年10月17日、TBS / C.A.L） - 一石堂喜之助
- 江戸を斬るVII 第9話「幼い脅迫者」（1987年、TBS / C.A.L） - 太郎
- 土曜ワイド劇場「牟田刑事官事件ファイル13・横浜-八王子-伊良湖、殺人ラインの女たち」（1990年、ANB） - 本間裕一
- 幕府お耳役檜十三郎 第11話「隅田川浮世草子」（1991年、TX / 松竹）
- はぐれ刑事純情派 第5シリーズ 第19話「待っている女 死体から鳴る電話」（1992年、ANB / 東映）
- 刑事貴族3 第15話「愛のためらい」（1992年、NTV / 東宝）
- 幸せをさがして 第2話（1992年10月10日、テレビ東京系列「さよならのストーリーたち」第5作）
- 火曜サスペンス劇場「弁護士・朝日岳之助6 顔の見えない殺人者」（1995年1月10日、NTV / 国際放映） - 家裁調査官
- ウルトラマンティガ 第4話「サ・ヨ・ナ・ラ地球」（1996年、MBS / 円谷プロ） - 江崎博士

### 映画
- 愛こんにちは（1974年） - 青木信夫　※未公開
- 海色の死（1975年、フレーム集団） - 矢吹邦夫
- アフリカの鳥（1975年、日活） - 倉田
- ゴト師株式会社シリーズ（1993年 - 1995年、パル企画） - 博士
- ノストラダムス戦慄の啓示（1994年、東映）
- 人間の翼 最後のキャッチボール（1996年、シネマクラフト） - 飛行長

### オリジナルビデオ
- 修羅の雀士 ナルミ（1993年、ケイエスエス）
- 闇ゴルファー 仕掛人列伝（1994年、大映） - 大田黒

### 舞台
- ハムレット
- 忠臣蔵
- 花のれん

など